# Lijst van afleveringen van The Mentalist
Dit is een lijst van afleveringen van The Mentalist, een Amerikaanse televisieserie. De serie omvat zeven seizoenen, deze zijn vanaf 2007 tot en met 2015 uitgezonden. Een overzicht van alle afleveringen is hieronder te vinden.

## Seizoenoverzicht
| Seizoen | Afleveringen | Originele uitzendingen | Originele uitzendingen | DVD uitgebracht regio 2 |
| Seizoen | Afleveringen | Seizoenspremière       | Seizoensfinale         | DVD uitgebracht regio 2 |
| ------- | ------------ | ---------------------- | ---------------------- | ----------------------- |
| 1       | 23           | 23 september 2008      | 19 mei 2009            | 25 januari 2010         |
| 2       | 23           | 24 september 2009      | 20 mei 2010            | 1 december 2010         |
| 3       | 24           | 23 september 2010      | 19 mei 2011            | 10 oktober 2011         |
| 4       | 24           | 22 september 2011      | 17 mei 2012            | 8 oktober 2012          |
| 5       | 22           | 30 september 2012      | 5 mei 2013             | 14 oktober 2013         |
| 6       | 22           | 29 september 2013      | 18 mei 2014            | 20 oktober 2014         |
| 7       | 13           | 30 november 2014       | 18 februari 2015       | 20 juli 2015            |

## Seizoen 1 (2008-2009)
| Nr. | #  | Titel                      | Datum uitzending  | Datum uitzending | Datum uitzending  |
| --- | -- | -------------------------- | ----------------- | ---------------- | ----------------- |
| 1 | 1  | "Pilot"                    | 23 september 2008 | 1 januari 2009   | 4 februari 2009   |
| Deze episode is een introductie op het complexe leven van Patrick Jane, een politieadviseur met een bovennatuurlijke gave. Als er een man en een vrouw dood in hun huis worden aangetroffen, wordt er beweerd dat ze het slachtoffer zijn geworden van een seriemoordenaar, maar Patrick weet beter en moet proberen te bewijzen dat dit niet het werk was van Red John. |    |                            |                   |                  |                   |
| 2 | 2  | "Red Hair and Silver Tape" | 30 september 2008 | 1 januari 2009   | 4 februari 2009   |
| De CBI wordt ingeschakeld om een moord op een jonge vrouw te onderzoeken, gekneveld en gedumpt in een wijngaard. Lisbon gelooft dat dit een crime passionel is, maar Patrick denkt dat dit het werk is van een seriemoordenaar. Hij onderzoekt zijn eigen theorie en krijgt hulp van zijn team om de moordenaar te pakken.                                               |    |                            |                   |                  |                   |
| 3 | 3  | "Red Tide"                 | 14 oktober 2008   | 8 januari 2009   | 11 februari 2009  |
| Het lichaam van een verdronken meisje wordt gevonden op het strand van Santa Marta, een paar surfvrienden van haar, zijn de hoofdverdachten. Maar als ondervragen niets oplevert, gebruikt Patrick zijn gave om de moordenaar op te kunnen pakken. |    |                            |                   |                  |                   |
| 4 | 4  | "Ladies in Red"            | 21 oktober 2008   | 15 januari 2009  | 18 februari 2009  |
| Jason Sands, een rijke bankier, wordt dood gevonden in zijn huis. Hij is gemarteld, en daarna doodgebloed. Patrick en zijn team spitten in zijn verleden om de moordenaar te vinden. |    |                            |                   |                  |                   |
| 5 | 5  | "Redwood"                  | 28 oktober 2008   | 22 januari 2009  | 25 februari 2009  |
| In het bos wordt een doodgestoken meisje gevonden, haar beste vriendin wordt vermist. De vriendin wordt onder het bloed met een mes in haar hand gevonden, wat haar de hoofdverdachte maakt. Ze heeft echter last van geheugenverlies. Patrick gebruikt zijn gave om te ontdekken wat er gebeurd is.                                                                     |    |                            |                   |                  |                   |
| 6 | 6  | "Red Handed"               | 11 november 2008  | 29 januari 2009  | 4 maart 2009      |
| Er wordt een afgehakte hand gevonden, dat bij een vermoorde hotel/casino eigenaar behoort. Het CBI-team verdenkt de maffia van de moord, maar Patrick probeert het anders te spelen. |    |                            |                   |                  |                   |
| 7 | 7  | "Seeing Red"               | 18 november 2008  | 5 februari 2009  | 11 maart 2009     |
| Wanneer Rosemary Tennant het slachtoffer wordt van 'hit and run', gebruikt Patrick de kennis van haar paragnost, als hij haar verdenkt van het plegen van fraude. |    |                            |                   |                  |                   |
| 8 | 8  | "The Thin Red Line"        | 25 november 2008  | 12 februari 2009 | 18 maart 2009     |
| De CBI wordt ingeschakeld bij een drugszaak, waarbij een meisje dood in haar motelkamer wordt aangetroffen. De lokale politie denkt dat Rick Carass, de drugsbaron, achter de moord zit. Patrick denkt daar echter anders over. |    |                            |                   |                  |                   |
| 9 | 9  | "Flame Red"                | 2 december 2008   | 19 februari 2009 | 25 maart 2009     |
| Een moord in een klein dorpje wordt onderzocht. |    |                            |                   |                  |                   |
| 10 | 10 | "Red Brick and Ivy"        | 16 december 2008  | 26 februari 2009 | 1 april 2009      |
| Patrick wordt ingeschakeld door zijn voormalige psychiater bij een interessante nieuwe zaak. De psychiater blijkt de vrouw van het slachtoffer te zijn en is tevens de hoofdverdachte. |    |                            |                   |                  |                   |
| 11 | 11 | "Red John's friends"       | 23 december 2008  | 5 maart 2009     | 8 april 2009      |
| Een veroordeelde moordenaar overtuigt Patrick ervan dat hij hem moet helpen zijn onschuld te bewijzen. De moordenaar zal daarvoor in de plaats informatie geven over Red John. Patrick stopt bij de CBI om alle tijd te hebben de veroordeelde moordenaar vrij te krijgen.                                                                                               |    |                            |                   |                  |                   |
| 12 | 12 | "Red rum"                  | 13 januari 2009   | 12 maart 2009    | 15 april 2009     |
| Een Heks verklaart dat zij een doodsbezwering over een footballspeler uit heeft gesproken, omdat hij haar kat gemarteld zou hebben aangedaan. Patrick gaat op onderzoek uit. |    |                            |                   |                  |                   |
| 13 | 13 | "Paint it Red"             | 18 januari 2009   | 19 maart 2009    | 22 april 2009     |
| De schoonzoon van een rijke zakenman is vermoord op de plaats waar een schilderij van 50 miljoen dollar hing. |    |                            |                   |                  |                   |
| 14 | 14 | "Crimson Casanova"         | 10 februari 2009  | 26 maart 2009    | 29 april 2009     |
| Het CBI onderzoekt een dood van een getrouwde vrouw, die vermoord is in het bed van haar minnaar. |    |                            |                   |                  |                   |
| 15 | 15 | "Scarlett Fever"           | 20 februari 2009  | 2 april 2009     | 6 mei 2009        |
| Tijdens een feestje is een vrouw vergiftigd. Het CBI merkt al snel dat elke gast iets verbergt. |    |                            |                   |                  |                   |
| 16 | 16 | "Bloodshot"                | 17 maart 2009     | 9 april 2009     | 13 mei 2009       |
| Terwijl Patrick tijdelijk blind is door een explosie, gebruikt hij niet-alledaagse methoden om de dood van een financieel adviseur te onderzoeken. |    |                            |                   |                  |                   |
| 17 | 17 | "Carnelian Inc."           | 24 maart 2009     | 16 april 2009    | 20 mei 2009       |
| Het CBI moet de dood onderzoeken van de personeelsdirecteur van Carnelian Inc. die tijdens een skydiving oefening dood aan Patrick zijn voeten valt. |    |                            |                   |                  |                   |
| 18 | 18 | "Russet Potatoes"          | 31 maart 2009     | 23 april 2009    | 27 mei 2009       |
| Jane en het CBI gaan achter een man aan die mensen hypnotiseert om het vuile werk voor hem op te knappen. |    |                            |                   |                  |                   |
| 19 | 19 | "A Dozen Red Roses"        | 7 april 2009      | 30 april 2009    | 3 juni 2009       |
| Het CBI onderzoekt de moord op filmproducent Felix Hanson. Volgens het bewijsmateriaal heeft de zaak iets te maken met drugs, maar uit verder onderzoek blijkt er een connectie te zijn met een film die wordt geproduceerd: 'A Dozen Roses'. |    |                            |                   |                  |                   |
| 20 | 20 | "Red Sauce"                | 28 april 2009     | 7 mei 2009       | 23 september 2009 |
| Jane en het CBI zoeken uit wie verantwoordelijk is voor de maffia-achtige executie van een getuige in een belangrijke zaak. |    |                            |                   |                  |                   |
| 21 | 21 | "Miss Red"                 | 5 mei 2009        | 14 mei 2009      | 30 september 2009 |
| Patrick Jane gebruikte zijn vaardigheden om verdachten tegen elkaar uit te spelen om een zaak op te lossen. Een zaak waarbij een rijke voorzitter van zijn eigen softwarebedrijf dood wordt gevonden op zijn jacht. |    |                            |                   |                  |                   |
| 22 | 22 | "Blood Brothers"           | 12 mei 2009       | 21 mei 2009      | 7 oktober 2009    |
| Patrick Jane moet een slimme manier vinden om problematische kinderen in een instituut te laten bekennen wat er allemaal gebeurd is rondom de dood van een van de kinderen. |    |                            |                   |                  |                   |
| 23 | 23 | "Red John's Footsteps"     | 19 mei 2009       | 28 mei 2009      | 14 oktober 2009   |
| Als de CBI een moord op een jong meisje en de ontvoering van haar tweelingzus onderzoekt, vermoedt Lisbon dat 'Red John' Jane in de val willen lokken. |    |                            |                   |                  |                   |

## Seizoen 2 (2009-2010)
| Nr. | #  | Titel                      | Datum uitzending  | Datum uitzending | Datum uitzending  |
| --- | -- | -------------------------- | ----------------- | ---------------- | ----------------- |
| 24 | 1  | "Redemption"               | 24 september 2009 | 7 januari 2010   | oktober 2009      |
| Een vrouw die schijnbaar een miljoen dollar van haar werkgever heeft gestolen, wordt verstikt gevonden. In de tussentijd wordt de Red John-zaak van Jane en Lisbon hen uit de handen genomen door Sam Bosco. |    |                            |                   |                  |                   |
| 25 | 2  | "The Scarlett Letter"      | 1 oktober 2009    | 14 januari 2010  | 4 november 2009   |
| De CBI wordt opgeroepen om de dood van Kristin Marley, een hulp van een vooraanstaande Staatssenator, te onderzoeken. Het gerucht ging dat zij een affaire had met de man van de senator. In de tussentijd probeert Jane van alles om informatie over de Red John-zaak te bemachtigen.                                                                  |    |                            |                   |                  |                   |
| 26 | 3  | "Red Badge"                | 8 oktober 2009    | 28 januari 2010  | 11 november 2009  |
| Nadat ze een anonieme tip ontvangt, ontdekt de CBI het lichaam van een pedofiel dat Lisbon samen met Bosco jaren daarvoor heeft gearresteerd. Niet lang daarna blijkt Lisbon de hoofdverdachte in de zaak te zijn. |    |                            |                   |                  |                   |
| 27 | 4  | "Red Menace"               | 15 oktober 2009   | 4 februari 2010  | 18 november 2009  |
| De CBI onderzoekt de moord op een machtige en doortrapte criminelen-advocaat wiens enige klant een van de meest berucht motorgangs was. |    |                            |                   |                  |                   |
| 28 | 5  | "Red Scare"                | 29 oktober 2009   | 11 februari 2010 | 25 november 2009  |
| De CBI onderzoekt een moord in Villa Beckworth, waar een dode man is gevonden. De lokale sheriff gelooft dat de geest van Walter Beckworth nog steeds in de villa rondspookt en de nieuwe eigenaar heeft vermoord. Tijdens het onderzoek wordt dus veel gediscussieerd over of geesten nou wel of niet bestaan. Iets waar Jane enthousiast aan meedoet. |    |                            |                   |                  |                   |
| 29 | 6  | "Black Gold and Red Blood" | 5 november 2009   | 18 februari 2010 | 9 februari 2010   |
| Bosco arresteert Jane terwijl hij bezig is met een moordonderzoek en gooit hem in de gevangenis, omdat Jane Bosco’s team en de Red John-zaak heeft afgeluisterd. Zelfs in de cel probeert hij Lisbon nog te helpen met haar onderzoek. |    |                            |                   |                  |                   |
| 30 | 7  | "Red Bulls"                | 12 november 2009  | 18 februari 2010 | 16 februari 2010  |
| Als de onderzoeken van Lisbon en Bosco samen blijken te vallen, bevalt Minelli hen samen te werken in de kidnap-zaak. Al snel zorgen de totaal verschillende manieren van werken voor spanningen tussen de twee teams. |    |                            |                   |                  |                   |
| 31 | 8  | "His Red Right Hand"       | 19 november 2009  | 25 februari 2010 | 23 februari 2010  |
| Een fatale schietpartij binnen de CBI zet Jane en het team weer op het spoor van Red John. In de tussentijd wordt het serieus tussen Rigsby en Van Pelt. |    |                            |                   |                  |                   |
| 32 | 9  | "A Price Above Rubies"     | 10 december 2009  | 4 maart 2010     | 2 maart 2010      |
| Jane en de CBI onderzoeken de moord op een rijke juwelier die wordt vermoord tijdens een overval op een liefdadigheidsevenement, echter, het onderzoek krijgt een onaangename wending als de hoofdverdachte dood wordt gevonden. |    |                            |                   |                  |                   |
| 33 | 10 | "Throwing Fire"            | 17 december 2009  | 11 maart 2010    | 9 maart 2010      |
| De CBI onderzoekt de moord op een ex-professionele honkbalspeler die een eigen faciliteit voor jonge honkbaltalenten heeft opgericht. In de tussentijd moet Jane de problemen met zijn vader onder ogen komen als hij bewusteloos raakt door een honkbal die tegen zijn hoofd komt.                                                                     |    |                            |                   |                  |                   |
| 34 | 11 | "Rose-Colored Glasses"     | 14 januari 2010   | 18 maart 2010    | 16 maart 2010     |
| Rigsby gaat undercover als oud-student op de 15e reünie van een middelbare school, terwijl Jane en het team de moord van een echtpaar onderzoeken die misschien een verband heeft met een oude rotstreek. |    |                            |                   |                  |                   |
| 35 | 12 | "Bleeding Heart"           | 21 januari 2010   | 18 maart 2010    | 23 maart 2010     |
| Een filmmaker van documentaires (die de ambitie heeft om een groots reporter te worden), wordt ingehuurd om een documentaire te maken over de CBI, om wat positieve publiciteit te ontvangen. |    |                            |                   |                  |                   |
| 36 | 13 | "Redline"                  | 4 februari 2010   | 25 maart 2010    | 30 maart 2010     |
| Als het lichaam van Liselle Douglas, een mooie, jonge autoverkoopster, in de kofferbak van een ontzettend dure auto bij een elite-autovertegenwoordiging wordt gevonden, worden Jane en het team gevraagd om de zaak te onderzoeken. |    |                            |                   |                  |                   |
| 37 | 14 | "Blood In, Blood Out"      | 11 februari 2010  | 25 maart 2010    | 6 april 2010      |
| Als David Seung, ex-bendelid en een oude vriend van Kimball Cho, wordt gevonden in een steegje, gaat het team erop af om de zaak op te lossen. |    |                            |                   |                  |                   |
| 38 | 15 | "Red Herring"              | 4 maart 2010      | 1 april 2010     | 13 april 2010     |
| Jane en het team onderzoeken de dood van een arrogante kok die is vermoord tijdens een kook-competitie. |    |                            |                   |                  |                   |
| 39 | 16 | "Code Red"                 | 11 maart 2010     | 8 april 2010     | 22 april 2010     |
| Wanneer Dr. Alicia Seberg geïnfecteerd raakt met een dodelijk virus, moeten Jane en Lisbon de ontwikkelaar van het virus vinden. Ze raken echter zelf ook besmet... |    |                            |                   |                  |                   |
| 40 | 17 | "The Red Box"              | 1 april 2010      | 15 april 2010    | 27 april 2010     |
| Tijdens het onderzoek naar de dood van een tutor, ontdekt Jane dat het motief mogelijk aan de hand ligt van een gestolen voorwerp uit het museum. |    |                            |                   |                  |                   |
| 41 | 18 | "Aingavite"                | 8 april 2010      | 22 april 2010    | 5 mei 2010        |
| Het team probeert te identiteit van persoon te vinden die de enige getuige was in een drievoudige moord. |    |                            |                   |                  |                   |
| 42 | 19 | "Blood Money"              | 22 april 2010     | 29 april 2010    | 14 september 2010 |
| Jane riskeert zijn carrière wanneer hij probeert te bewijzen dat een Openbaar Minister een huurmoordenaar erop heeft uitgestuurd om een rivaal uit te schakelen. |    |                            |                   |                  |                   |
| 43 | 20 | "Red All Over"             | 29 april 2010     | 13 mei 2010      | 21 september 2010 |
| Jane en het CBI-team onderzoeken een religieuze groepering die mogelijk betrokken is bij de moord op een directeur van een groot mediabedrijf. |    |                            |                   |                  |                   |
| 44 | 21 | "18-5-4"                   | 6 mei 2010        | 20 mei 2010      | 28 september 2010 |
| Wanneer een man met Coulrofobie door iemand in een clownspak wordt vermoord, is het Jane zijn taak om uit te zoeken wie de dader is. |    |                            |                   |                  |                   |
| 45 | 22 | "Red Letter"               | 13 mei 2010       | 27 mei 2010      | 5 oktober 2010    |
| Jane en Kristina onderzoeken samen de moord op een mensenrechtenactivist. |    |                            |                   |                  |                   |
| 46 | 23 | "Red Sky in the Morning"   | 20 mei 2010       | 3 juni 2010      | 12 oktober 2010   |
| Wanneer een groep jongeren zich voordoen als Red John en Jane gijzelen voor een film, verschijnt de echte Red John om te laten zien dat hij hier niet blij mee is. |    |                            |                   |                  |                   |

## Seizoen 3 (2010-2011)
| # | Nr. | Titel                          | Datum uitzending  | Datum uitzending | Kijkcijfers | Datum uitzending  |
| --- | --- | ------------------------------ | ----------------- | ---------------- | ----------- | ----------------- |
| 47 | 1   | "Red Sky at Night"             | 23 september 2010 | 11 november 2010 | 834.000     | 19 oktober 2010   |
| Na zijn ontmoeting met Red John, herdenkt Patrick zijn toekomst bij het CBI. Tegelijkertijd doet het team onderzoek naar twee high-profile ontvoeringen. |     |                                |                   |                  |             |                   |
| 48 | 2   | "Cackle-Bladder Blood"         | 30 september 2010 | 18 november 2010 | 762.000     | 26 oktober 2010   |
| Wanneer Jane's schoonbroer terugkeert naar de stad en betrokken raakt in een moordonderzoek, schiet Jane hem te hulp , ondanks persoonlijke bedenkingen. |     |                                |                   |                  |             |                   |
| 49 | 3   | "The Blood on His Hands"       | 7 oktober 2010    | 25 november 2010 | 642.000     | 2 november 2010   |
| Sekteleider Brad Stiles biedt Jane informatie over Red John en de verdwijning van Kristina aan, om hun rivaliteit op te lossen. |     |                                |                   |                  |             |                   |
| 50 | 4   | "Red Carpet Treatment"         | 14 oktober 2010   | 2 december 2010  | 682.000     | 9 november 2010   |
| Patrick Jane en het CBI-team zijn opgeroepen om de moord te onderzoeken van een gevangene die 9 jaar geleden voor verkrachting en moord werd veroordeeld, maar werd onlangs vrijgelaten op DNA-bewijs.                                                                            |     |                                |                   |                  |             |                   |
| 51 | 5   | "The Red Ponies"               | 21 oktober 2010   | 9 december 2010  | 1.018.000   | 16 november 2010  |
| Het CBI-team wordt opgeroepen om de moord op een bekende jockey te onderzoeken |     |                                |                   |                  |             |                   |
| 52 | 6   | "Pink Chanel Suit"             | 28 oktober 2010   | 16 december 2010 | 762.000     | 23 november 2010  |
| Het CBI-team is verbaasd als een moord en vermissing op een plaats voorkomen van een zeer goed bewaakte rijke familie. |     |                                |                   |                  |             |                   |
| 53 | 7   | "Red Hot"                      | 4 november 2010   | 23 december 2010 | 619.000     | 22 februari 2011  |
| Een gebouw ontploft terwijl Jane en het CBI-team binnen onderzoek doen naar een doodsbedreiging. Lisbon ziet miljardair Walter Mashburn weer en de vonken vliegen ervan af. |     |                                |                   |                  |             |                   |
| 54 | 8   | "Ball of Fire"                 | 11 november 2010  | 6 januari 2011   | 801.000     | 1 maart 2011      |
| Het CBI-team moet zaken van jaren geleden doorspitten wanneer Jane wordt ontvoerd. De lijst van verdachten is extreem lang als ze zich realiseren dat bijna iedereen waar hij ooit zaken mee heeft gedaan hem kwaad zou willen doen.                                              |     |                                |                   |                  |             |                   |
| 55 | 9   | "Red Moon"                     | 18 november 2010  | 13 januari 2011  | 724.000     | 8 maart 2011      |
| Patrick Jane accepteert de hulp van een lokale astroloog, Ellis Mars, zij helpt Jane om een drievoudige moord op te lossen waarbij twee politieagenten en iemands verloofde betrokken zijn.                                                                                       |     |                                |                   |                  |             |                   |
| 56 | 10  | "Jolly Red Elf"                | 9 december 2010   | 20 januari 2011  | 655.000     | 15 maart 2011     |
| Na de dood van een Santa, volgt het CBI aanwijzingen die hen naar een AA-groep en de Nationale Vereniging van Authentieke Santas brengt. |     |                                |                   |                  |             |                   |
| 57 | 11  | "Bloodsport"                   | 6 januari 2011    | 27 januari 2011  | 778.000     | 22 maart 2011     |
| Patrick en het team onderzoeken de moord op een vrouw die banden heeft met een professionele vechter. Ondertussen richt LaRoche zijn onderzoek op Rigsby, die op zijn beurt wordt gedwongen om Cho te vragen om een enorme gunst om zijn baan te behouden.                        |     |                                |                   |                  |             |                   |
| 58 | 12  | "Bloodhounds"                  | 20 januari 2011   | 3 februari 2011  | 776.000     | 29 maart 2011     |
| De concurrentie is hevig wanneer Patrick Jane moet concurreren met een criminoloog die is toegewezen aan de CBI. Beiden moeten bewijzen dat hun methoden beter zijn om een dubbele moord op te lossen.                                                                            |     |                                |                   |                  |             |                   |
| 59 | 13  | "Red Alert"                    | 3 februari 2011   | 17 maart 2011    | 792.000     | 5 april 2011      |
| Een man die beweert dat hij vals werd beschuldigd van het doden van zijn vrouw, houdt Patrick en diverse andere mensen in gijzeling. |     |                                |                   |                  |             |                   |
| 60 | 14  | "Blood for Blood"              | 10 februari 2011  | 24 maart 2011    | 865.000     | 12 april 2011     |
| Van Pelt komt onder verdenking te staan wanneer de getuige in haar beschermende hechtenis wordt vermoord. |     |                                |                   |                  |             |                   |
| 61 | 15  | "Red Gold"                     | 17 februari 2011  | 31 maart 2011    | 879.000     | 19 april 2011     |
| De dood van een hedendaags goudzoeker wordt onderzocht en Lisbon verstuikt hierbij haar enkel. Om de zaak op te lossen, neemt Hightower het over van Lisbon, wat voor haar de eerste keer is.                                                                                     |     |                                |                   |                  |             |                   |
| 62 | 16  | "Red Queen"                    | 24 februari 2011  | 7 april 2011     | 826.000     | 26 april 2011     |
| Een antiekhandelaar wordt gedood in een museum, en een van de mensen van het CBI-team wordt een verdachte in de zaak. |     |                                |                   |                  |             |                   |
| 63 | 17  | "Bloodstream"                  | 10 maart 2011     | 14 april 2011    | 809.000     | 3 mei 2011        |
| Nadat een arts dood wordt aangetroffen op een golfbaan, gaat het CBI-team op zoek naar de moordenaar onder personeel en patiënten van een ziekenhuis. LaRoche wordt verantwoordelijk voor deze zaak en benoemt Cho als nieuwe teamleider.                                         |     |                                |                   |                  |             |                   |
| 64 | 18  | "The Red Mile"                 | 31 maart 2011     | 21 april 2011    | n.n.b.      | 10 mei 2011       |
| Een man die beweert te zijn ontvoerd door buitenaardse wezens, wordt vermoord. Zijn lichaam wordt vervolgens gestolen uit het busje van de lijkschouwer. Van Pelt is bezig met haar trouwplannen.                                                                                 |     |                                |                   |                  |             |                   |
| 65 | 19  | "Every Rose Has It's Thorn"    | 7 april 2011      | 28 april 2011    | n.n.b.      | 6 september 2011  |
| Wanneer een man dood wordt gevonden in de jachthaven, blijkt hij te zijn neergeschoten. Patrick Jane verdenkt de manipulatieve vrouw en zet alles op alles om dit te bewijzen. |     |                                |                   |                  |             |                   |
| 66 | 20  | "Redacted"                     | 28 april 2011     | 5 mei 2011       | n.n.b.      | 13 september 2011 |
| Patrick Jane krijgt twee mislukte overvallen op zijn bordje. Bij een van de overvallen is Donny Culpepper betrokken, een voormalige verdachte, die eerder door Jane is ingehuurd.                                                                                                 |     |                                |                   |                  |             |                   |
| 67 | 21  | "Like A Redheaded Stepchild"   | 5 mei 2011        | 12 mei 2011      | 764.000     | 20 september 2011 |
| Wanneer een gevangenisbewaker doodgestoken wordt voor een juwelier, vermoedt Patrick Jane dat een van de gevangenen van de bewaker iets met deze zaak te maken heeft. Ondertussen ondervraagt Rigsby zijn vader over de moord.                                                    |     |                                |                   |                  |             |                   |
| 68 | 22  | "Rhapsody In Red"              | 12 mei 2011       | 19 mei 2011      | 675.000     | 27 september 2011 |
| Na de moord op een jonge violist ondervraagt Patrick Jane de leden van het Noord Californisch Symfonie Orkest. Ondertussen krijgt Cho te maken met een jonge eigenwijze zakkenroller.                                                                                             |     |                                |                   |                  |             |                   |
| 69 | 23  | "Strawberries & Cream Part I"  | 19 mei 2011       | 26 mei 2011      | 863.000     | 4 oktober 2011    |
| De CBI is opgeroepen om de nasleep van zelfmoord van een bankrover bij een benzinestation te onderzoeken. Jane onthult het bewijs dat de criminaliteit veel dieper gaat dan iemand verdenken, dit leidt tot de onthulling van de identiteit van de Red John's mol binnen het CBI. |     |                                |                   |                  |             |                   |
| 70 | 24  | "Strawberries & Cream Part II" | 19 mei 2011       | 2 juni 2011      | 620.000     | 11 oktober 2011   |
| Red John's mol binnen de CBI is eindelijk ontmaskerd en Patrick Jane komt - na de moord 8 jaar geleden op zijn vrouw en dochter - oog-in-oog te staan met Red John. Dit leidt tot een explosieve confrontatie met hem die leidt tot grote gevolgen.                               |     |                                |                   |                  |             |                   |

## Seizoen 4 (2011-2012)
| Nr. | #  | Titel                                         | Datum uitzending  | Datum uitzending  | Datum uitzending  |
| --- | -- | --------------------------------------------- | ----------------- | ----------------- | ----------------- |
| 71 | 1  | "Scarlet Ribbons"                             | 22 september 2011 | 20 oktober 2011   | 18 oktober 2011   |
| Nadat Jane gearresteerd is voor de moord op de mogelijke Red John, moet hij zien te bewijzen dat de man die hij heeft neergeschoten ook daadwerkelijk Red John is, hierbij maakt hij geen gebruik van een advocaat en verdedigt hij zichzelf. Ondertussen probeert Lisbon; van Pelt over te halen om begeleiding te zoeken mede omdat zij haar verloofde heeft doodgeschoten. Ondertussen gaan ook Cho en Rigsby op onderzoek uit om te achterhalen wat er is gebeurd na de moord op de plaats delict. |    |                                               |                   |                   |                   |
| 72 | 2  | "Little Red Book"                             | 29 september 2011 | 27 oktober 2011   | 25 oktober 2011   |
| De CBI heeft een nieuwe toezichthouder, Ray Haffner, terwijl Patrick Jane probeert om zijn team weer bij elkaar te krijgen |    |                                               |                   |                   |                   |
| 73 | 3  | "Pretty Red Balloon"                          | 6 oktober 2011    | 3 november 2011   | 1 november 2011   |
| Een voormalige klant, die nog steeds gelooft dat Patrick Jane een spiritueel medium is, vraagt om hulp wanneer haar zoon ontvoerd is. |    |                                               |                   |                   |                   |
| 74 | 4  | "Ring Around the Rosie"                       | 13 oktober 2011   | 10 november 2011  | 8 november 2011   |
| Terwijl Lisbon de dood onderzoekt van een fotograaf op een politieke bijeenkomst, wil Patrick Jane bewijzen dat op dezelfde bijeenkomst een man met een wapen een psychopaat is met een moord op zijn geweten. |    |                                               |                   |                   |                   |
| 75 | 5  | "Blood and Sand"                              | 20 oktober 2011   | 17 november 2011  | 15 november 2011  |
| Het team moet een zaak onderzoeken waarbij een lichaam is aangespoeld op een eiland voor de kust van Californië. Ondertussen is Rigsby bezorgd dat Van Pelt zich bij hem niet meer prettig voelt nu hij een nieuwe vriendin heeft. |    |                                               |                   |                   |                   |
| 76 | 6  | "Where in the World is Carmine O'Brien"       | 27 oktober 2011   | 24 november 2011  | 22 november 2011  |
| Wanneer het CBI-team naar een badplaats reist om de moord op een politiechef te onderzoeken, komt Lisbon haar broer Tommy tegen die als premiejager op zoek is naar iemand die op de vlucht is. |    |                                               |                   |                   |                   |
| 77 | 7  | "Blinking Red Light"                          | 3 november 2011   | 1 december 2011   | 29 november 2011  |
| Het CBI-team is op zoek naar een seriemoordenaar. Patrick Jane ontmoet een blogger die zijn leven heeft gewijd aan het vinden van de moordenaar. |    |                                               |                   |                   |                   |
| 78 | 8  | "Pink Tops"                                   | 17 november 2011  | 8 december 2011   | 6 maart 2012      |
| Om te bepalen wie een undercoveragent vermoordde, moeten Patrick Jane en het CBI-team alle stappen in het onderzoek nagaan. |    |                                               |                   |                   |                   |
| 79 | 9  | "The Red Shirt"                               | 8 december 2011   | 5 januari 2012    | 13 maart 2012     |
| Patrick Jane en Lisbon onderzoeken de moord op een speler uit de nationale rugbycompetitie die is omgekomen bij een auto explosie. |    |                                               |                   |                   |                   |
| 80 | 10 | "Fugue in Red"                                | 15 december 2011  | 12 januari 2012   | 20 maart 2012     |
| Patrick Jane verdrinkt bijna als hij tijdens het onderzoek naar de moord op een brandweerman aangevallen wordt. Hij verliest hierdoor tijdelijk zijn geheugen en zichzelf. |    |                                               |                   |                   |                   |
| 81 | 11 | "Always Bet on Red"                           | 12 januari 2012   | 19 januari 2012   | 27 maart 2012     |
| Jane en het team onderzoeken de moord op een advocaat die veel vijanden heeft. Ondertussen verhoort agent Darcy Jane over de betrokkenheid van Red John bij een moord. |    |                                               |                   |                   |                   |
| 82 | 12 | "My Bloody Valentine "                        | 19 januari 2012   | 22 maart 2012     | 3 april 2012      |
| Met zeer weinig bewijs onderzoeken Patrick Jane en de CBI de dood van de zoon van een maffiabaas. Tijdens de ondervraging van een ooggetuige wordt Van Pelt achtervolgd door de herinneringen van O’Laughlin’s schietpartij. |    |                                               |                   |                   |                   |
| 83 | 13 | "Red Is The New Black"                        | 2 februari 2012   | 29 maart 2012     | 10 april 2012     |
| Patrick en de CBI werken een lijst met verdachten af na de moord op een te schande gemaakte kledingontwerper die op het punt stond om een comeback te maken. Ondertussen gaat FBI-agent Darcy verder met haar onderzoek om Red John te vinden. |    |                                               |                   |                   |                   |
| 84 | 14 | "At First Blush"                              | 9 februari 2012   | 5 april 2012      | 17 april 2012     |
| Terwijl de jury zich beraadslaagt, probeert Patrick Jane te bewijzen dat een van moord beschuldigde vrouw onschuldig is. Ondertussen kan Summer te ver zijn gegaan met een zaak waar ze Cho bij helpt. |    |                                               |                   |                   |                   |
| 85 | 15 | "War Of Roses"                                | 16 februari 2012  | 12 april 2012     | 24 april 2012     |
| Wanneer Erica Flynn, een moordenaar die dankzij Patrick Jane gevangen zit, meer zegt te weten over de dood van een vrijwilliger, zorgt Jane dat ze op verlof mag in ruil voor de informatie. Ondertussen proberen Rigsby en Sarah zich aan te passen aan het komende ouderschap. |    |                                               |                   |                   |                   |
| 86 | 16 | "His Thoughts Were Red Thoughts"              | 23 februari 2012  | 19 april 2012     | 1 mei 2012        |
| Patrick Jane wordt herenigd met zijn voormalige aartsvijand, sekteleider Bret Stiles, na de moord op het hoofd van een anti-sekte organisatie. |    |                                               |                   |                   |                   |
| 87 | 17 | "Cheap Burgundy"                              | 8 maart 2012      | 26 april 2012     | 8 mei 2012        |
| Jane vermoedt dat Susan bijbedoelingen heeft, als ze haar hulp vraagt bij een onderzoek. Ondertussen houdt het CBI-team zich bezig met de moord op een jonge vrouw. |    |                                               |                   |                   |                   |
| 88 | 18 | "Ruddy Cheeks"                                | 8 maart 2012      | 3 mei 2012        | 15 mei 2012       |
| Jane en de CBI proberen de lijst van verdachten te beperken, als een zieke man wordt vermoord. Ondertussen is Cho gedwongen om zijn angsten onder ogen te zien. |    |                                               |                   |                   |                   |
| 89 | 19 | "Pink Champagne On Ice"                       | 29 maart 2012     | 10 mei 2012       | 22 mei 2012       |
| Tijdens het onderzoek naar de moord op een casino medewerker, komt Jane een podium magiër, waarmee hij tijdens zijn tijd als mentalis mee op tour ging, tegen en ontdekt hij dat de magiër een schokkend geheim verbergt. |    |                                               |                   |                   |                   |
| 90 | 20 | "Something Rotten In Redmund"                 | 5 april 2012      | 17 mei 2012       | 29 mei 2012       |
| Jane en het CBI proberen te bepalen wie reden heeft om een populaire leraar Engels te doden. Ondertussen verbergen Cho en Summer hun relatie voor Lisbon, en Rigsby krijgt een speciale bezorging. |    |                                               |                   |                   |                   |
| 91 | 21 | "Ruby Slippers"                               | 26 april 2012     | 13 september 2012 | 21 september 2012 |
| Jane en het CBI proberen om de moordenaar van een man, gevonden buiten een cabaret met vrouwelijke imitators, te vinden. Tijdens het onderzoek ontdekken zij een lijst van verdachten, die allemaal het slachtoffer hebben gepest. |    |                                               |                   |                   |                   |
| 92 | 22 | "So Long, and Thanks for All the Red Snapper" | 3 mei 2012        | 20 september 2012 | 28 september 2012 |
| Tijdens het onderzoek naar de moord op een surfer, komt Lisbon opnieuw in contact met haar voormalige verloofde, Kenny Johnson, die ze in meer dan een decennium niet heeft gezien. Ook zet Cho vraagtekens bij zijn relatie met Summer. |    |                                               |                   |                   |                   |
| 93 | 23 | "Red Rover, Red Rover"                        | 10 mei 2012       | 27 september 2012 | 5 oktober 2012    |
| Op het achtste jubileum van de dood van de vrouw en dochter van Jane ontvangt hij een bericht van Red John, waardoor Jane dreigt om de focus te verliezen op zijn huidige zaak en hij dreigt het onderzoek en zijn carrière bij het CBI in gevaar te brengen. |    |                                               |                   |                   |                   |
| 94 | 24 | "The Crimson Hat"                             | 17 mei 2012       | 4 oktober 2012    | 19 oktober 2012   |
| Na nog een mislukte poging om Red John te verslaan, raakt Patrick Jane (Simon Baker) een dieptepunt, hij vindt een minnaar en schiet een van zijn eigen mensen neer. |    |                                               |                   |                   |                   |

## Seizoen 5 (2012-2013)
| Nr. | #  | Titel                     | Datum uitzending  | Datum uitzending  | Datum uitzending  |
| --- | -- | ------------------------- | ----------------- | ----------------- | ----------------- |
| 95 | 1  | "The Crimson Ticket"      | 30 september 2012 | 11 oktober 2012   | 26 oktober 2012   |
| Patrick Jane ondervraagt Lorelei in een poging uit te vinden hoe haar connectie met Red John in elkaar zit. Ondertussen wordt het team van het CBI gedwongen samen te werken met de FBI om een moord op een hotelmedewerkster op te lossen. |    |                           |                   |                   |                   |
| 96 | 2  | "Devil's Cherry"          | 7 oktober 2012    | 18 oktober 2012   | 2 november 2012   |
| Jane onderzoekt de moord op een diamantslijper, die dood werd teruggevonden in zijn atelier. Hij ontdekt dat de dader aan de haal is gegaan met een grote diamant. Jane maakt in het atelier een kopje thee klaar. Hij weet echter niet dat het theezakje een drug bevat waardoor Jane waanvoorstellen krijgt. In het visioen heeft hij een gesprek met zijn vermoorde dochter Charlotte. |    |                           |                   |                   |                   |
| 97 | 3  | "Not One Red Cent"        | 14 oktober 2012   | 25 oktober 2012   | 9 november 2012   |
| Tijdens een bankoverval komt een van de personeelsleden om het leven. De politie gaat ervan uit dat een van de overvallers de man heeft gedood, maar Jane vermoedt dat er meer aan de hand is. Lisbon raakt steeds meer betrokken bij de groeiende rivaliteit tussen de FBI en de CBI. |    |                           |                   |                   |                   |
| 98 | 4  | "Blood Feud"              | 21 oktober 2012   | 1 november 2012   | 16 november 2012  |
| Het team moet erachter komen of de aanhoudende bendeoorlog de reden kan zijn voor de verwondingen van Rigsby's vader. |    |                           |                   |                   |                   |
| 99 | 5  | "Red Dawn"                | 28 oktober 2012   | 8 november 2012   | 23 november 2012  |
| In een flashback krijgen we te zien hoe Patrick Jane voor het eerst in contact komt met de CBI. Hij probeert van Teresa Lisbon meer informatie te krijgen over haar onderzoek naar Red John. Van haar overste Minelli krijgt hij wel toestemming om alle dossiers rond Red John in te kijken. Jane biedt Lisbon zijn hulp aan bij het onderzoek naar de moord op de zoon van een senator. Minelli is zo onder de indruk van Janes werk, dat hij hem een vaste baan aanbiedt.                         |    |                           |                   |                   |                   |
| 100 | 6  | "Cherry Picked"           | 4 november 2012   | 15 november 2012  | 30 november 2012  |
| Het team onderzoekt de ontvoering van een koppel. Ze vermoeden dat de ontvoerders zich hebben vergist en het eigenlijk op twee andere mensen hadden gemunt. Jane zet zijn onderzoek naar de verdwijning van Lorelei Martins verder. |    |                           |                   |                   |                   |
| 101 | 7  | "If It Bleeds, It Leads"  | 11 november 2012  | 22 november 2012  | 20 januari 2013   |
| Het team onderzoekt de moord op een bekende tv-journaliste. Ze ontdekken dat het slachtoffer op het punt stond om een machtige zakenman te ontmaskeren die betrokken zou zijn geweest bij de massamoord in een dorpje in het Amazonewoud. |    |                           |                   |                   |                   |
| 102 | 8  | "Red Sails in the Sunset" | 18 november 2012  | 29 november 2012  | 27 januari 2013   |
| Jane beraamt met de hulp van Brett Stiles een plan om Lorelei uit de gevangenis te krijgen. Hij hoopt dat zij hem naar Red John zal leiden. |    |                           |                   |                   |                   |
| 103 | 9  | "Black Cherry"            | 2 december 2012   | 6 december 2012   | 3 februari 2013   |
| Jane denkt een nieuw spoor naar Red John te hebben gevonden. Het team onderzoekt ondertussen de moord op een vastgoedmakelaar die banden zou hebben met een beruchte bende. |    |                           |                   |                   |                   |
| 104 | 10 | "Panama Red"              | 9 december 2012   | 5 september 2013  | 10 februari 2013  |
| Het team onderzoekt de dood van een jonge botanicus. Jane ontdekt dat het slachtoffer een nieuwe marihuanasoort aan het ontwikkelen was voor medicinaal gebruik. Cho komt opnieuw in contact met Summer. |    |                           |                   |                   |                   |
| 105 | 11 | "Days of Wine & Roses"    | 6 januari 2013    | 12 september 2013 | 17 februari 2013  |
| Het team onderzoekt de moord op een jong topmodel dat in een afkickcentrum verbleef. Lisbon blijft ondertussen Tom Volker van nabij volgen. |    |                           |                   |                   |                   |
| 106 | 12 | "Little Red Corvette"     | 13 januari 2013   | 19 september 2013 | 24 februari 2013  |
| Het team onderzoekt de moord op een geoloog. Lisbon werkt verder aan haar plan om Tommy Volker ten val te brengen. Hij lijkt haar telkens een stap voor te blijven, tot Lisbon een mogelijke getuige van een van zijn moorden op het spoor komt. |    |                           |                   |                   |                   |
| 107 | 13 | "The Red Barn"            | 27 januari 2013   | 26 september 2013 | 3 maart 2013      |
| Het team heropent een 25 jaar oude moordzaak die in verband staat met Red John en Visualize. Na de arrestatie van Tommy Volker denkt Lisbon na over haar toekomst. Ze krijgt een aantrekkelijk voorstel van Ray Haffner om haar carrière buiten het CBI verder te zetten. |    |                           |                   |                   |                   |
| 108 | 14 | "Red in Tooth and Claw"   | 17 februari 2013  | 3 oktober 2013    | 10 maart 2013     |
| Jane onderzoekt de moord op een studente die dood werd aangetroffen in een museum. Hij ontdekt dat er heel wat naijver en jaloezie bestaat tussen de collega-studenten van het slachtoffer. Daarnaast helpt Jane Bertram om een spelletje poker te winnen. |    |                           |                   |                   |                   |
| 109 | 15 | "Red Lacquer Nail Polish" | 3 maart 2013      | 10 oktober 2013   | 17 maart 2013     |
| Jane en zijn team onderzoeken de moord op Emily Vogelson, een oude en steenrijke weduwe. Haar zwaarverbrande lichaam werd teruggevonden in haar oude en spookachtige herenhuis. |    |                           |                   |                   |                   |
| 110 | 16 | "There Will Be Blood"     | 10 maart 2013     | 17 oktober 2013   | 24 maart 2013     |
| Lorelei Martins duikt opnieuw op. Ze probeert nog steeds te bewijzen dat Red John achter de moord op haar zus zat. Ze heeft de directeur van een vrouwenhuis vermoord omdat ze vermoedde dat de man iets met de dood van haar zus te maken had. Wanneer Jane het nieuws over Lorelei hoort, wordt hij overmand door schuldgevoelens. Hij bekent aan Lisbon dat hij Lorelei uit de gevangenis hielp ontsnappen.                                                                                       |    |                           |                   |                   |                   |
| 111 | 17 | "Red, White and Blue"     | 17 maart 2013     | 24 oktober 2013   | 31 maart 2013     |
| Op een legerbasis wordt het lichaam aangetroffen van een jonge vrouwelijke dokter. De enige getuige is een soldaat die aan een posttraumatische stressstoornis lijdt en problemen heeft met zijn geheugen. Jane probeert de man te helpen om zich te herinneren wat er is gebeurd. |    |                           |                   |                   |                   |
| 112 | 18 | "Behind the Red Curtain"  | 24 maart 2013     | 31 oktober 2013   | 7 april 2013      |
| Een actrice uit de musical van Sacramento wordt vermoord teruggevonden en Patrick heeft de hulp van LaRoche nodig om de moordenaar te vinden. |    |                           |                   |                   |                   |
| 113 | 19 | "Red Letter Day"          | 14 april 2013     | 7 november 2013   | 22 september 2013 |
| Jane en het team onderzoeken de moord op de uitbater van een themapark. Kirkland laat geen middel onbenut om beslag te leggen op het dossier dat Jane heeft aangelegd over Red John. |    |                           |                   |                   |                   |
| 114 | 20 | "Red Velvet Cupcakes"     | 21 april 2013     | 14 november 2013  | 29 september 2013 |
| De CBI onderzoekt de moord op Missy Roberts, een vrouw die zware huwelijksproblemen had en werd bedrogen door haar echtgenoot. Om hun problemen op te lossen, had het koppel zich laten helpen door Buddy Hennings, een relatietherapeut met een eigen radioprogramma. Van Pelt en Rigsby willen meer weten over Hennings. Ze doen zich voor als een koppel met relatieproblemen en schrijven zich in voor enkele praatsessies. Tijdens die sessies komen de ware gevoelens tussen beiden naar boven |    |                           |                   |                   |                   |
| 115 | 21 | "Red and Itchy"           | 28 april 2013     | 21 november 2013  | 6 oktober 2013    |
| Speciaal agent J.J. LaRoche roept de hulp in van Patrick Jane om een inbraak in zijn huis te onderzoeken. Hij betrapte twee gemaskerde mannen die zijn kluis wilden kraken. Het kwam tot een vuurgevecht, waarbij een van de inbrekers om het leven kwam. De andere kon ontsnappen en ging ervandoor met vertrouwelijke documenten. |    |                           |                   |                   |                   |
| 116 | 22 | "Red John's Rules"        | 5 mei 2013        | 28 november 2013  | 13 oktober 2013   |
| Lisbon en Jane worden naar een motel geroepen waar het lichaam van een vrouw werd gevonden. Jane is ervan overtuigd dat Red John achter de moord zit. Hij vertrouwt Lisbon toe dat hij de identiteit van Red John bijna heeft achterhaald. Volgens Lisbon probeert Red John met deze nieuwe moord Jane uit zijn tent te lokken. |    |                           |                   |                   |                   |

## Seizoen 6 (2013-2014)
| Nr. | #  | Titel                      | Datum uitzending  | Datum uitzending | Datum uitzending  |
| --- | -- | -------------------------- | ----------------- | ---------------- | ----------------- |
| 117 | 1  | "The Desert Rose"          | 29 september 2013 | 5 december 2013  | 20 oktober 2013   |
| Het CBI-team onderzoekt de moord op een man die al twee jaar vermist was en wiens lichaam teruggevonden werd in de woestijn. Jane en Lisbon proberen intussen uit te zoeken wie van de zeven namen op hun lijstje Red John is. |    |                            |                   |                  |                   |
| 118 | 2  | "Black-Winged Red Bird"    | 6 oktober 2013    | 12 december 2013 | 27 oktober 2013   |
| Jane maakt een belangrijke stap in zijn zoektocht naar Red John. Ondertussen onderzoekt het CBI de dood van een ingenieur die omkwam na een aanval door een onbemand vliegtuigje. |    |                            |                   |                  |                   |
| 119 | 3  | "Wedding in Red"           | 13 oktober 2013   | 19 december 2013 | 3 november 2013   |
| Jane onderzoekt een moordonderzoek in Napa. Op die manier kan hij sheriff McAllister van nabij in de gaten houden en zijn onderzoek naar Red John verderzetten. Rigsby en Van Pelt nemen een belangrijke beslissing over hun toekomst samen. |    |                            |                   |                  |                   |
| 120 | 4  | "Red Listed"               | 20 oktober 2013   | 2 januari 2014   | 10 november 2013  |
| Jane ontdekt dat iemand zijn valse lijst met verdachten heeft gestolen. Hij en Lisbon beseffen dat de personen op die lijst nu mogelijk in levensgevaar verkeren. |    |                            |                   |                  |                   |
| 121 | 5  | "The Red Tattoo"           | 27 oktober 2013   | 9 januari 2014   | 17 november 2013  |
| Wanneer een prominent lid van Visualize in mysterieuze omstandigheden wordt vermoord, onderzoekt Jane de zaak in de hoop ergens een aanwijzing te vinden die naar Red John leidt. |    |                            |                   |                  |                   |
| 122 | 6  | "Fire and Brimstone"       | 3 november 2013   | 16 januari 2014  | 26 januari 2014   |
| Met de laatste aanwijzing bij de hand, probeert Jane de laatste Red John verdachten in één plaats te krijgen, in de hoop om eindelijk de identiteit te onthullen. |    |                            |                   |                  |                   |
| 123 | 7  | "The Great Red Dragon"     | 17 november 2013  | 23 januari 2014  | 2 februari 2014   |
| Na de schokkende gebeurtenissen in Jane's huis is de lijst met Red John verdachten nog korter geworden, en de prioriteit van de CBI zijn de overgebleven verdachten. |    |                            |                   |                  |                   |
| 124 | 8  | "Red John"                 | 24 november 2013  | 30 januari 2014  | 9 februari 2014   |
| Patrick komt nu werkelijk oog in oog te staan met Red John en is van plan eens en voor altijd met hem af te rekenen. |    |                            |                   |                  |                   |
| 125 | 9  | "My Blue Heaven"           | 1 december 2013   | 6 maart 2014     | 16 februari 2014  |
| Twee jaar nadat de Red John zaak is gesloten, krijgt Jane een verrassende baan aangeboden die zijn leven kan veranderen. |    |                            |                   |                  |                   |
| 126 | 10 | "Green Thumb"              | 8 december 2013   | 13 maart 2014    | 23 februari 2014  |
| De FBI vraagt met enige terughoudendheid de hulp van Jane om een vermiste computerprogrammeur te vinden. |    |                            |                   |                  |                   |
| 127 | 11 | "White Lines"              | 5 januari 2014    | 20 maart 2014    | 2 maart 2014      |
| Patrick, Teresa en de FBI onderzoeken de moord op vijf leden van de antidrugsbrigade in Corpus Christi. Patrick heeft tevens een afspraakje met een knappe vrouw die bij deze zaak betrokken is. |    |                            |                   |                  |                   |
| 128 | 12 | "Golden Hammer"            | 12 januari 2014   | 27 maart 2014    | 9 maart 2014      |
| Patrick en de FBI onderzoeken de dood van een informaticus die werkt voor het Pentagon. Lisbon heeft een date met een oud-collega. Ardiles wendt zicht tot de diensten van Van Pelt en Rigsby. Van Pelt ontdekt een schokkend geheim. |    |                            |                   |                  |                   |
| 129 | 13 | "Black Helicopters"        | 9 maart 2014      | 3 april 2014     | 16 maart 2014     |
| Patrick en de FBI onderzoeken de moord op een federale advocate over de grens in Mexico. Lisbon onderzoekt de moord op een oud-collega. Ondertussen paait Jane zijn collega's met cadeaus. Rigsby en Van Pelt vragen LaRoche om een gunst met fatale gevolgen. |    |                            |                   |                  |                   |
| 130 | 14 | "Grey Water"               | 16 maart 2014     | 10 april 2014    | 7 september 2014  |
| Nadat Lisbon, Van Pelt en Rigsby verder willen gaan met het onderzoek op de moord van hun collega's, worden Van Pelt en Rigsby aangevallen in hun huis. Onder de bescherming van hun FBI collega's worden ze ondergebracht in een hotel, en werken ze bij de FBI een lijst met oude verdachten af. Ondertussen onderzoeken Jane en Fischer de moord op een ranch-man. |    |                            |                   |                  |                   |
| 131 | 15 | "White as the Driven Snow" | 23 maart 2014     | 17 april 2014    | 14 september 2014 |
| Als Van Pelt wordt ontvoerd vanuit haar hotelkamer, doet de FBI er alles aan om haar te vinden. Heinbach is verdachte, maar zegt een alibi te hebben en heeft daarbij een erg ijverige advocate. Rigsby en Jane bedenken een alternatief plan, maar het komt er ternauwernood op aan. Later worden Rigsby en Van Pelt gevraagd of zij interesse hebben om voor de FBI te werken, maar ze slaan het aanbod af omdat ze liever als burgers verder willen leven. |    |                            |                   |                  |                   |
| 132 | 16 | "Violets"                  | 30 maart 2014     | 24 april 2014    | 21 september 2014 |
| Nadat de eigenaar van een kunstgalerij wordt vermoord tijdens een beroving, verzint Jane in samenwerking met zijn collega's van de FBI een undercoverplan om de daders in de val te lokken. Lisbon flirt met agent Pyke en eindigt met hem op een avondje uit. |    |                            |                   |                  |                   |
| 133 | 17 | "Silver Wings of Time"     | 13 april 2014     | 1 mei 2014       | 28 september 2014 |
| Jane, Abbott, Wylie en de rest van het team moeten de echte moordenaar van een oude misdaad zien te vinden, terwijl de aangeklaagde onschuldige zijn laatste dagen en uren voor de executie doorbrengt. |    |                            |                   |                  |                   |
| 134 | 18 | "Forest Green"             | 20 april 2014     | 6 november 2014  | 5 oktober 2014    |
| Als een vrouw vermoord wordt aangetroffen in de buurt van een afgelegen sociale mannenclub, moet Jane een manier vinden om zichzelf te mengen in de insulaire groep om de moordenaar te vinden. Lisbon moet een grote keuze in haar leven maken. |    |                            |                   |                  |                   |
| 135 | 19 | "Brown Eyed Girls"         | 27 april 2014     | 13 november 2014 | 12 oktober 2014   |
| Jane stuit op een man die zorg draagt voor een gewonde, op sterven liggende vrouw. Via deze aanknoping komt de FBI een bende op het spoor die illegaal in vrouwen handelt. Met een bendelid afgeslacht door een onbekende man, zet deze zaak zich voort. Ondertussen zet Lisbon haar relatie met agent Pyke ietswat onzeker voort, en vertelt ze aan Jane haar plannen. |    |                            |                   |                  |                   |
| 136 | 20 | "Il Tavolo Bianco"         | 4 mei 2014        | 20 november 2014 | 19 oktober 2014   |
| Blijkbaar is Patrick gearresteerd voor de moord op Red John; dit maakt eigenlijk allemaal deel uit van een geheime operatie om te bepalen welk lid van de jury werd afbetaald om de aanklacht van een gangster te voorkomen. Jane gelooft dat de officier van justitie degene was die omgekocht werd om de hoorzitting om te gooien, en hij en de FBI hebben een plan uiteen gezet om het te bewijzen. Inmiddels is ontdekt dat de mensenhandelaren van de vorige aflevering de organen oogsten van de vrouwen die zij ontvoerd hebben. Lisbon worstelt nog steeds met de keuze die ze moet maken. Jane maakt het haar er niet makkelijker op. |    |                            |                   |                  |                   |
| 137 | 21 | "Black Hearts"             | 11 mei 2014       | 27 november 2014 | 26 oktober 2014   |
| Als de slachtoffers van een ontvoeringszaak in tijdnood komen, ontrafelen Jane en zijn team net op tijd wie het hoofd van de operatie is, en verzinnen ze een listig plan om hem uit te schakelen. In de tussentijd maakt Lisbon haar definitieve beslissing. |    |                            |                   |                  |                   |
| 138 | 22 | "Blue Birds"               | 18 mei 2014       | 4 december 2014  | 2 november 2014   |
| Om Lisbon tegen te houden om weg te gaan, organiseert Jane dat een oude zaak heropend wordt. Wanneer ze ontdekt dat het een misleiding van Jane is, probeert ze woedend haar vlucht naar Washington te halen. In alle emotionele commotie volgt hij haar naar het vliegveld, en bekent Jane zijn diepste gevoelens aan haar. Ondertussen wordt door een samenloop van omstandigheden de heropende zaak alsnog opgelost. |    |                            |                   |                  |                   |

## Seizoen 7 (2014-2015)
| Nr. | #  | Titel                      | Datum uitzending | Datum uitzending | Datum uitzending |
| --- | -- | -------------------------- | ---------------- | ---------------- | ---------------- |
| 139 | 1  | "Nothing But Blue Skies"   | 27 november 2014 | 29 januari 2015  | 28 januari 2015  |
| Jane en Lisbon besluiten om hun nieuwe relatie geheim te houden voor hun collega's terwijl ze de moord op een undercoveragent onderzoeken. De jonge, ambitieuze agent Michelle Vega voegt zich bij het team.                              |    |                            |                  |                  |                  |
| 140 | 2  | "The Greybar Hotel"        | 4 december 2014  | 5 februari 2015  | 28 januari 2015  |
| Lisbon gaat naar de gevangenis voor een undercoveroperatie. Ze probeert een band met een gevangene te krijgen zodat ze haar kan overtuigen om haar criminele vriendje te verraden.                                                        |    |                            |                  |                  |                  |
| 141 | 3  | "Orange Blossom Ice Cream" | 11 december 2014 | 12 februari 2015 | 4 februari 2015  |
| Jane en Lisbon reizen af naar Beiroet, waar ze samenwerken met Erica Flynn. Erica helpt de FBI, omdat haar vriendje wellicht is te maken heeft met een terroristische organisatie.                                                        |    |                            |                  |                  |                  |
| 142 | 4  | "Black Market"             | 18 december 2014 | 19 februari 2015 | 11 februari 2015 |
| Het team onderzoekt een moord die verband houdt met de handel in valse diamanten. Ondertussen is Abbott bezorgd dat zijn begaande overtredingen in het verleden de baan van zijn vrouw in gevaar brengen.                                 |    |                            |                  |                  |                  |
| 143 | 5  | "The Silver Briefcase"     | 28 december 2014 | 26 februari 2015 | 18 februari 2015 |
| Een toevallige ontmoeting met een kolonel doet Jane geloven dat hij iets heeft te verbergen. Hierdoor duikt hij opnieuw in een zaak van de moord op de vrouw van de kolonel.                                                              |    |                            |                  |                  |                  |
| 144 | 6  | "Green Light"              | 7 januari 2015   | 5 maart 2015     | 25 februari 2015 |
| De FBI helpt aan een zaak waar de oude baas van detective Abbott chantage middelen tegen Abbott inzet. |    |                            |                  |                  |                  |
| 145 | 7  | "Little Yellow House"      | 14 januari 2015  | 12 maart 2015    | 4 maart 2015     |
| Het onderzoek naar een moordzaak wordt persoonlijk voor Lisbon, als ze erachter komt dat haar jongere broer Jimmy wordt gezocht als kroongetuige.                                                                                         |    |                            |                  |                  |                  |
| 146 | 8  | "The Whites of His Eyes"   | 21 januari 2015  | 19 maart 2015    | 11 maart 2015    |
| Jane maakt zich zorgen over Lisbons veiligheid, als het team zichzelf in gevaar brengt om een getuige te beschermen. |    |                            |                  |                  |                  |
| 147 | 9  | "Copper Bullet"            | 28 januari 2015  | 26 maart 2015    | 18 maart 2015    |
| Wanneer Abbott's oude baas in de weg dreigt te staan van zijn carrière, verzint Jane een riskant plan om zijn baan te redden. |    |                            |                  |                  |                  |
| 148 | 10 | "Nothing Gold Can Stay"    | 4 februari 2015  | 2 april 2015     | 25 maart 2015    |
| Tijdens het opsporen van zwaarbewapende autodieven verliest het team een van zijn leden. |    |                            |                  |                  |                  |
| 149 | 11 | "Byzantium"                | 11 februari 2015 | 9 april 2015     | 1 april 2015     |
| Een jonge man, die beweert psychische krachten hebben, biedt zijn hulp aan in het oplossen van enkele moorden. Maar als hij hen leidt naar nieuwe slachtoffers, beginnen Jane en het team te vermoeden dat hij in feite de moordenaar is. |    |                            |                  |                  |                  |
| 150 | 12 | "Brown Shag Carpet"        | 18 februari 2015 | 16 april 2015    | 8 april 2015     |
| Patrick Jane en de FBI onderzoeken een reeks van misdaden begaan door een seriemoordenaar die zij Lazarus noemen. Jane doet dienst als lokaas en pretendeert een gerenommeerd helderziende te zijn.                                       |    |                            |                  |                  |                  |
| 151 | 13 | "White Orchids"            | 18 februari 2015 | 23 april 2015    | 15 april 2015    |
| In deze laatste aflevering van de serie, besluiten Lisbon en Jane om te trouwen, maar hun happy end wordt verstoord door een op wraak beluste moordenaar.                                                                                 |    |                            |                  |                  |                  |